# Vickers Warwick
Vickers Warwick byl britský dálkový dvoumotorový víceúčelový letoun užívaný v době druhé světové války. V souladu s konvencí dostal jméno po britském městě, v tomto případě Warwick. Byl největším britským dvoumotorovým letounem, který byl během druhé světové války nasazen.
Warwick byl navržený a vyráběný společností Vickers-Armstrongs během pozdních 30. let 20. století. Měl sloužit jako větší protějšek bombardéru Vickers Wellington. Obě letadla sdílela podobné konstrukční rysy, ale na rozdíl od menšího bombardéru Wellington byl vývoj Warwicku zpožděn nedostatkem vhodných výkonných motorů. K prvnímu letu došlo 13. srpna 1939, ale zpoždění vývoje zamýšlené pohonné jednotky, motoru Napier Sabre, vedlo k alternativám ve formě hvězdicových motorů Bristol Centaurus a Pratt & Whitney R-2800 Double Wasp. Než byly odpovídající motory k dispozici, tak rychlý pokrok v oblasti letectví účinnost konstrukce proti stíhačům Luftwaffe podkopal.
Warwick vstoupil do sériové výroby během roku 1942 a do služby u Royal Air Force (RAF) krátce nato. V roli bombardéru byl však brzy nahrazován jinými typy a v bombardovací verzi bylo vyrobeno pouze několik strojů. Nakonec byl používán RAF Transport Command a RAF Coastal Command jako záchranný a námořní hlídkový letoun. Warwick byl také přijat polskými exilovým letectvem ve Velké Británii a jihoafrickým letectvem. Několik strojů Warwick používala společnost British Overseas Airways Corporation (BOAC).

## Vývoj

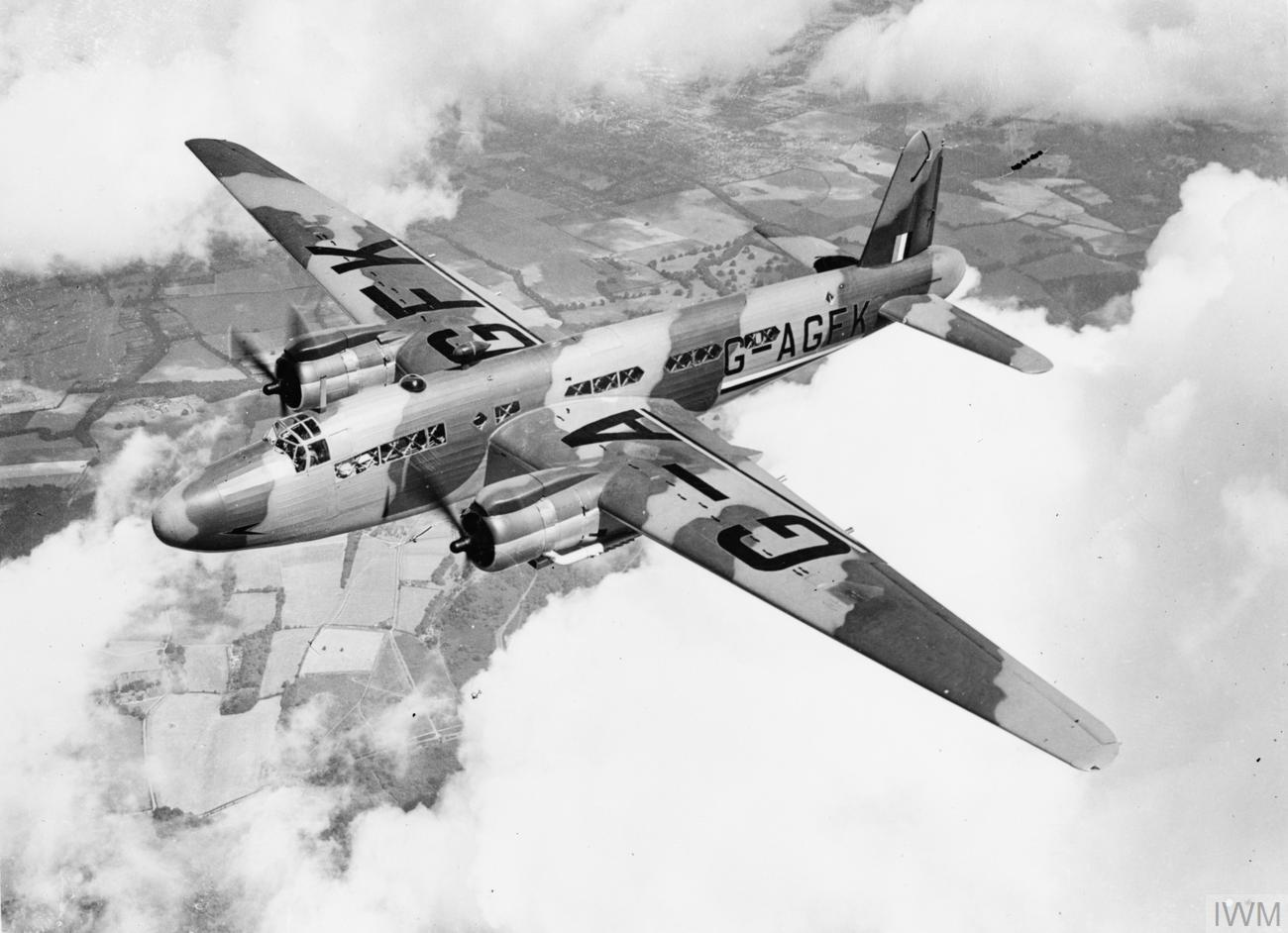
Vickers Warwick C Mk.I (G-AGFK), BOAC

Letoun vznikl na základě specifikací B.1/35 z roku 1935 těžkého dvoumotorového bombardéru. RAF požadovalo rychlost alespoň 314 km/h v 4500 m s nákladem 1814 kg pum. Letecký výrobce Vickers přijal specifikace B.1/35 dne 2. července 1935. Šéfkonstruktér Rex Pierson nabídl rychlost 420 km/h při použití pohonných jednotek Bristol Hercules HEISM po 995 kW. Ministerstvo podepsalo zakázku na prototyp 7. října 1935 a v březnu následujícího roku byla hotova maketa stroje vedeného jako Type 284.
Shodně s Type 284 začal Vickers modelovat sériové provedení letounu Vickers Wellington (Type 285) a v této formě pak ministerstvo zakázkou 29/36 objednalo jejich velkosériovou výrobu. Sériový Wellington se tak stal zmenšeninou draku Warwicku.
Pro letoun Warwick se dlouho hledaly účinné a vhodné motory a teprve až roku 1937 bylo rozhodnuto, že první prototyp (K8178) bude mít víceřadé motory s válci do X Rolls-Royce Vulture o výkonu po 1470 kW. Druhý prototyp Type 401 (L9704) s univerzálními gondolami a závěsy pohonných jednotek byl připraven na motory od dalších výrobců Napier a Bristol, které však nebyly k dispozici.
Rovněž nevyhovující střelecké věže Vickers byly nahrazeny typem Frazer-Nash s dvojkulomety Browning ráže 7,7 mm a to FN 5 na přídi, FN 9 na hřbětě trupu a FN 10 v zádi. Letoun poprvé vzlétl 13. srpna 1939 v Brooklands s letci „Mutt“ Summersem a Trevorem Westbrookem. Výkon motorů byl nedostatečný a s jedním zastaveným se nedalo letět vůbec. Druhý prototyp s dvouhvězdicovými agregáty Bristol Centaurus CEISM zalétal opět Summers 5. dubna 1940.
Dne 3. ledna 1941 bylo objednáno 250 kusů bombardérů s bojovým jménem Warwick. Z toho mělo být 150 kusů verze B Mk.I s americkými dvouhvězdicovými Pratt & Whitney Double Wasp R-2800-S1A4-G po 1360 kW a 100 kusů B Mk. II s dvouhvězdicovými motory Bristol Centaurus CEISM. První letoun s R-2800 (L9704) vzlétl jako Type 427 v červenci 1941. Výroba dala první stroj (BV214) v květnu 1942, avšak pro jeho zastaralost byla produkce po 16 kusech zastavena. B Mk.II vznikl pouze v jediném exempláři (BV216).
Hotové draky se následně uplatnily i v dalších rolích, nejprve jako dopravní C Mk.I, následně jako záchranné ASR Mk.I, protilodní, průzkumné GR Mk.V se světlometem Leigh a radarem pod přídí a protiponorkové. Instalací pohonných jednotek Centaurus IV o výkonu po 1864 kW vzniklo 132 kusů GR Mk.II.

## Specifikace (Warwick B Mk.I)

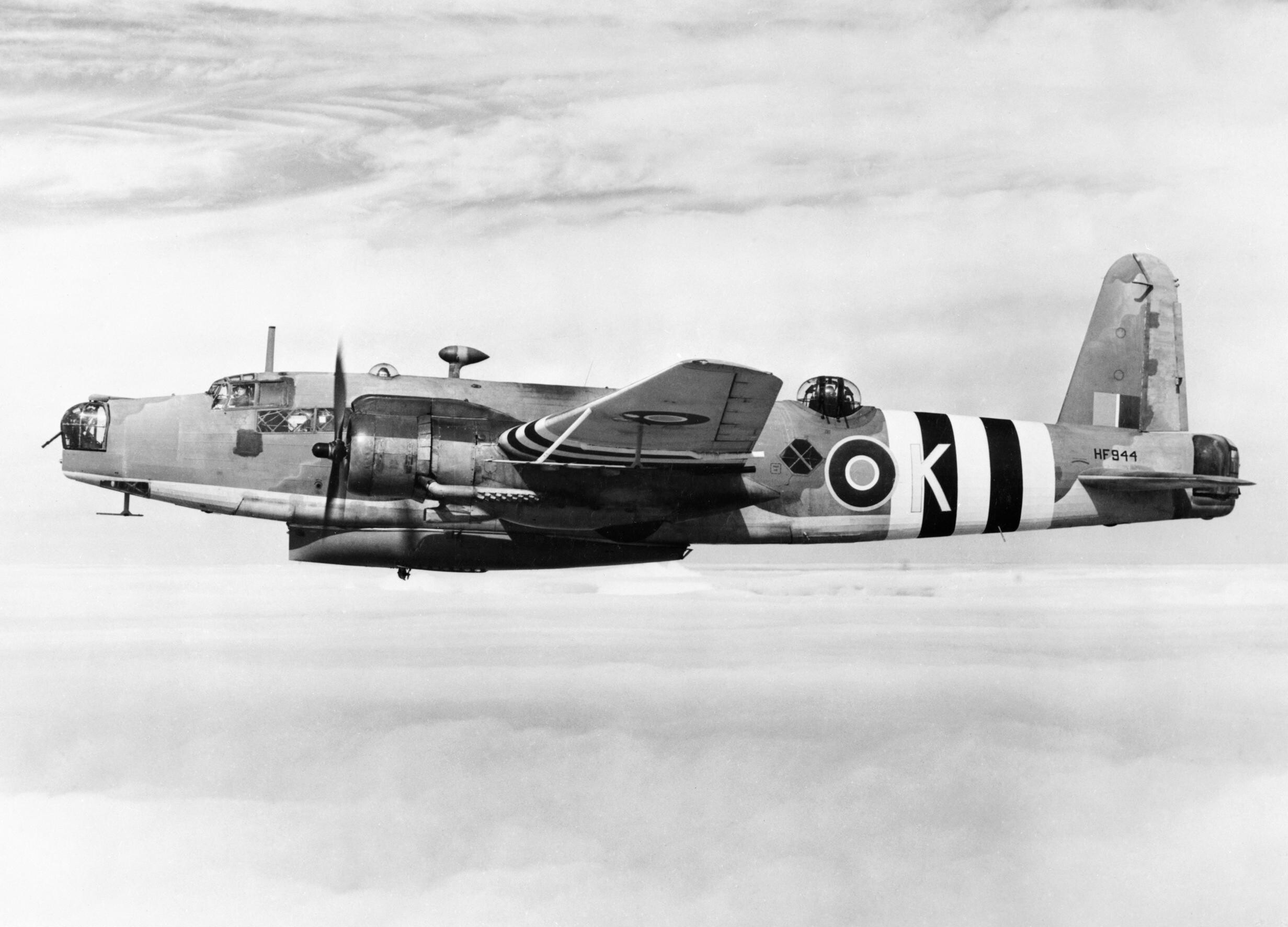
Vickers Warwick (HF944), 282. peruť RAF

Údaje podle

### Technické údaje
- Osádka: 6
- Rozpětí: 30,50 m
- Délka: 22,04 m
- Výška: 5,65 m
- Nosná plocha: 93,58 m²
- Hmotnost prázdného stroje: 12 920 kg
- Hmotnost vzletová: 20 430 kg
- Pohonná jednotka: 2 × hvězdicový motor Pratt & Whitney R-2800/S.1A4-G "Double Wasp", každý o výkonu 1 850 k (1 380 kW)

### Výkony
- Maximální rychlost: 360 km/h
- Cestovní rychlost: 335 km/h
- Dolet: 3 200 km
- Dostup: 5 185 m
- Počáteční stoupavost: 3,4 m/s

### Výzbroj
- 8 × kulomet Browning ráže .303 (7,7 mm) ve třech věžích